# Airborne Museum

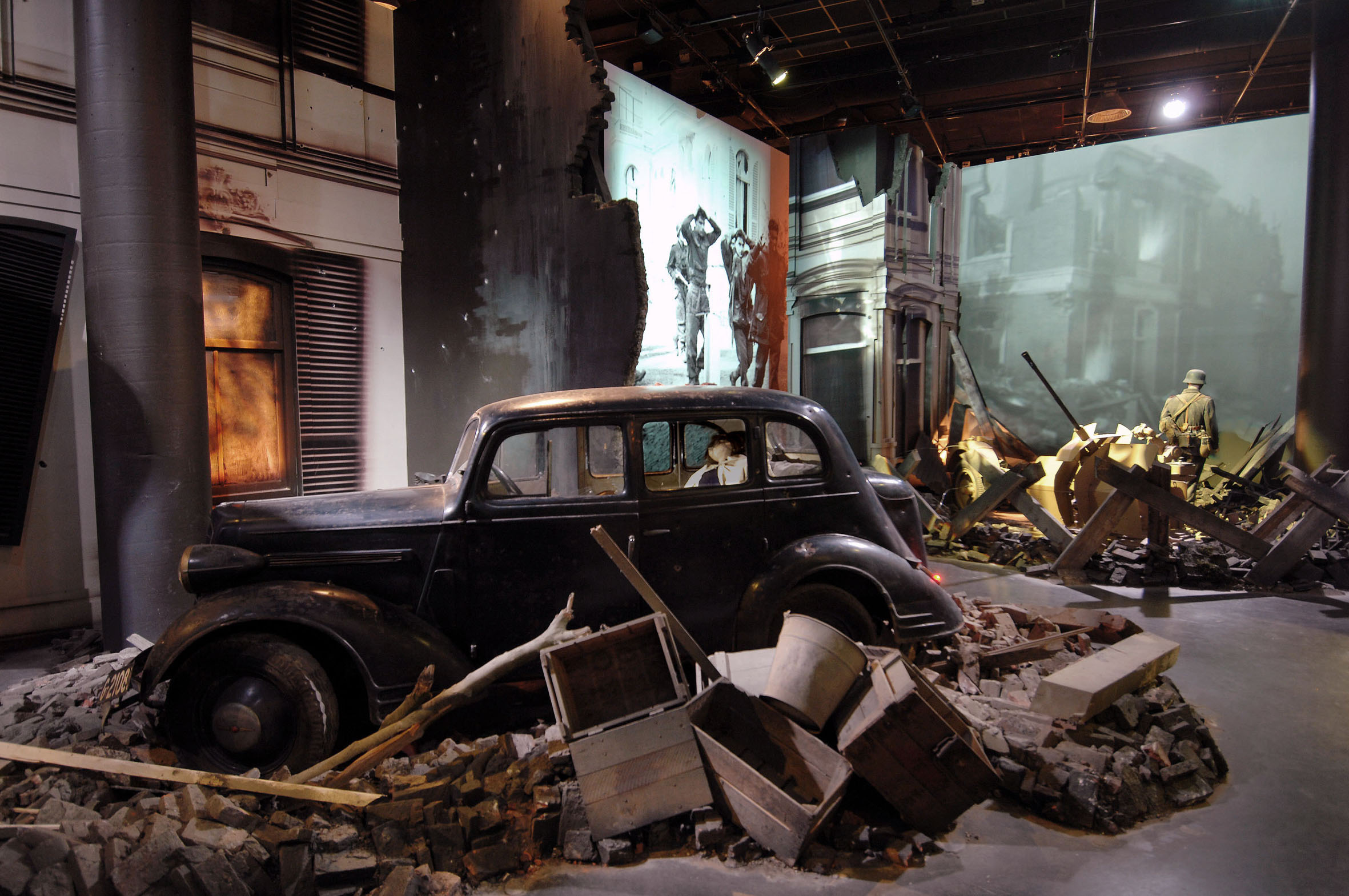
Airborne Experience

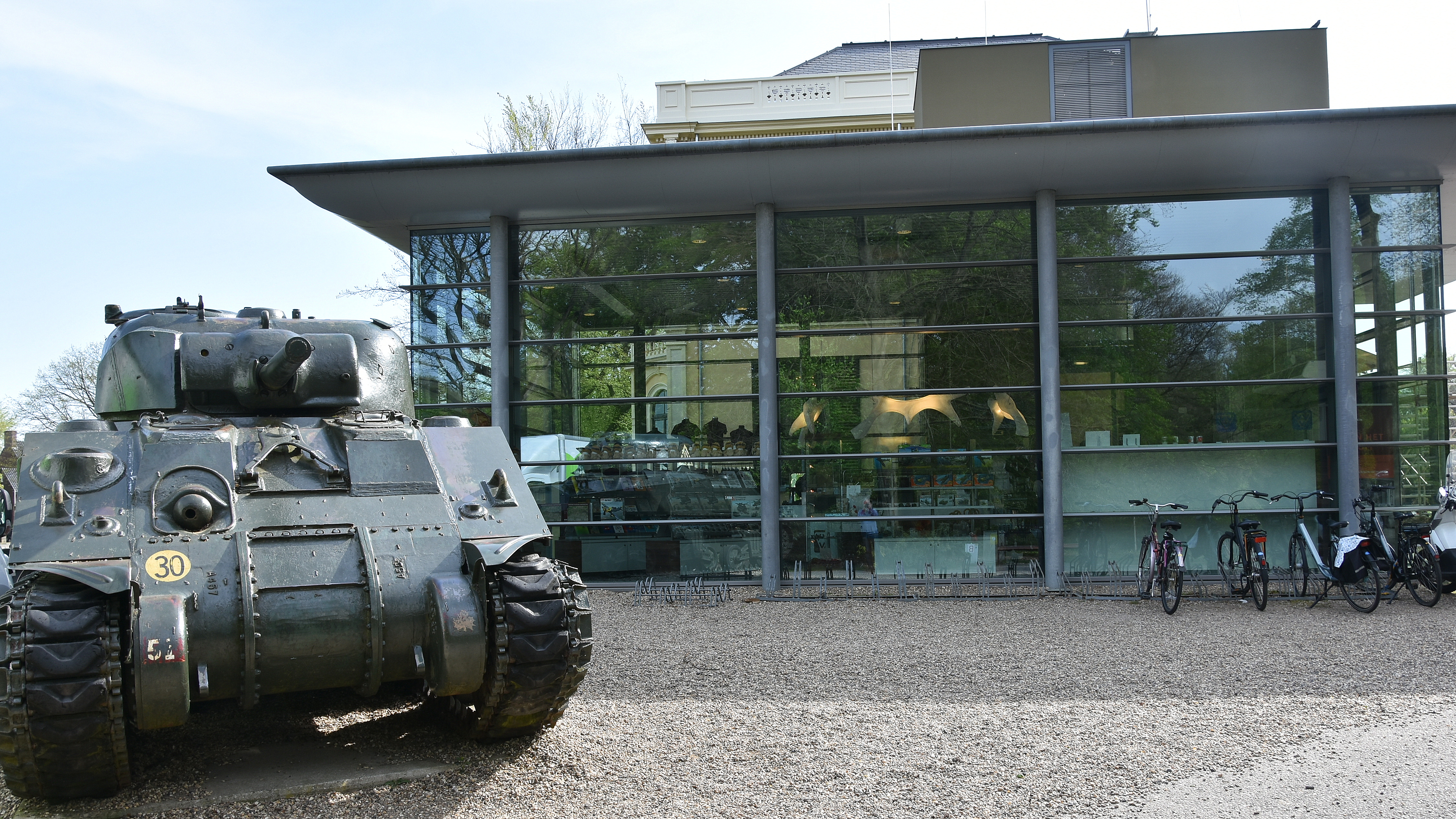
Airborne Museum

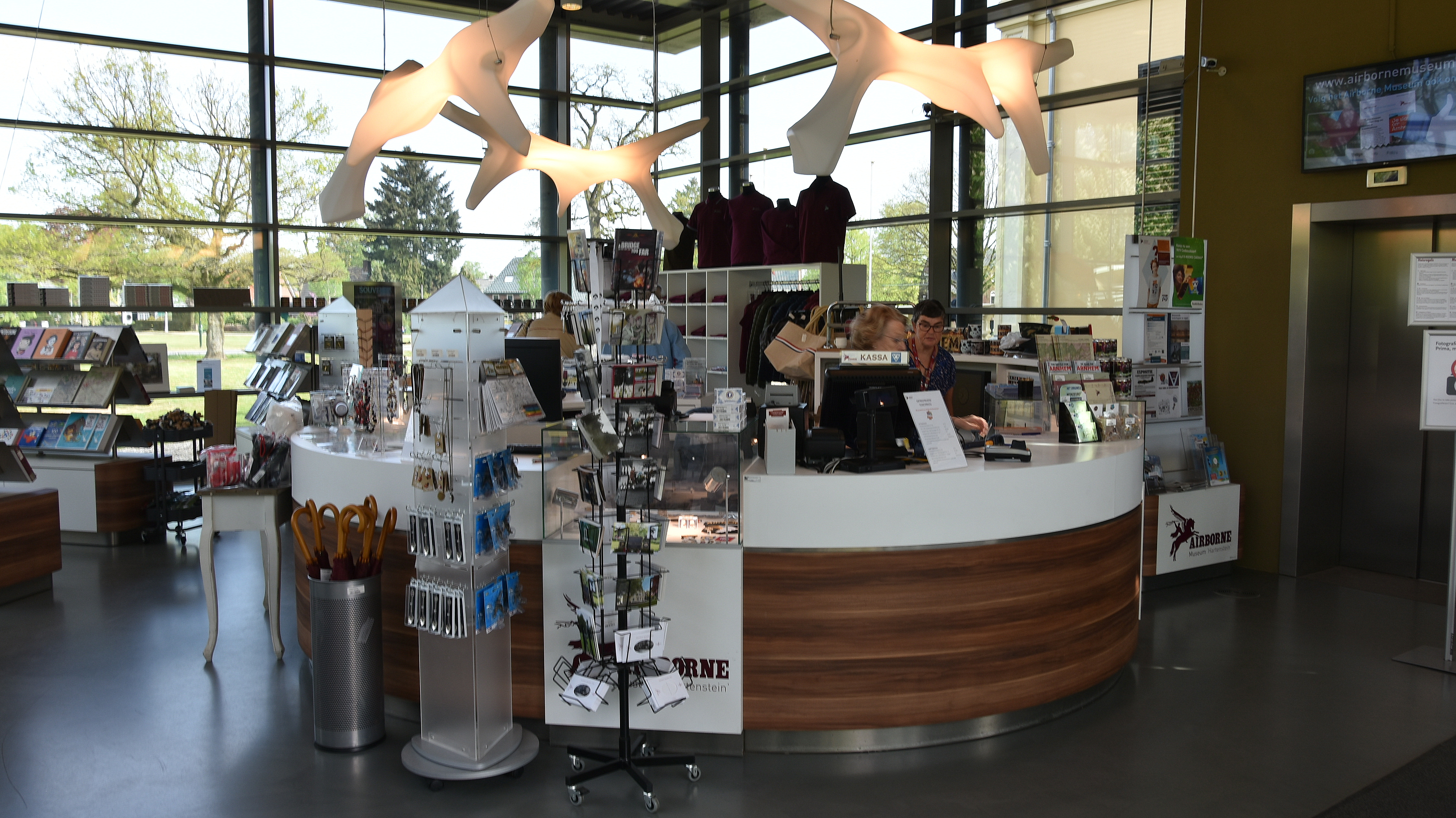
Airborne Museum

Airborne Museum at Hartenstein is een museum in Oosterbeek bij Arnhem over de Slag om Arnhem in september 1944.
Het museum, gevestigd in het voormalige hoofdkwartier van de Britse troepen tijdens de slag, heeft een uitgebreide collectie wapens, kleding, uitrustingsstukken, interviews, foto’s en video’s. Het museum bevat naast de tentoongestelde collectie tevens de met prijzen bekroonde Airborne Experience. In deze ondergrondse ruimte treden bezoekers zelf in de voetsporen van een soldaat. Aan de Arnhemse Rijnkade, tegenover de John Frostbrug, beschikt het museum ook over het informatiecentrum, Airborne at the Bridge, over de Slag om Arnhem.
Het museum richt zich niet enkel op de geallieerde zijde van het verhaal, maar toont ook de Duitse kant en de betrokken burgerbevolking. Het museum beoogt te laten zien dat vrijheid nooit vanzelfsprekend is.
Het Airborne Museum werd volledig vernieuwd in 2020 en is betrokken bij een reeks evenementen rond de Slag om Arnhem. Het museum, dat dicht bij de Airborne War Cemetery ligt, dient als ontmoetingsplaats voor veteranen en anderen die de slag herdenken.

## Geschiedenis

### Herberg, herenhuis en hotel
Hartenstein, waar het museum zich sinds 1978 bevindt, heeft een lange voorgeschiedenis. Al in 1728 wordt er gesproken over Het Rode Hert, een herberg gelegen aan de Utrechtseweg in Oosterbeek. In 1779 werd deze herberg en de naaste omgeving verkocht aan J. van der Sluys, een advocaat aan het hof van Gelderland. De herberg werd afgebroken en er kwam een herenhuis met bijgebouwen voor in de plaats. Met de verbouwing kreeg het herenhuis ook een nieuwe naam: Hartenstein. Na de dood van Van der Sluys kende Hartenstein verschillende eigenaars. Omstreeks 1865 werd de villa gebouwd zoals die nu te bezichtigen is. Hierbij werd ook een koetshuis gebouwd, waarin nu een restaurant is gevestigd. In 1905 werden hier twee serres aan toegevoegd. Nadat de gemeente Renkum in 1942 eigenaar was geworden, werd besloten het pand als hotel in te richten. Tijdens de Slag om Arnhem zou het voor Britse parachutisten een belangrijke rol vervullen.

### Slag om Arnhem
In het gebied rond Arnhem landden in september 1944 ruim 10.000 geallieerde luchtlandingstroepen. Belangrijkste doel was om de verkeersbrug over de Nederrijn in Arnhem te veroveren en te beschermen tegen Duitse troepen totdat het grondleger de luchtlandingstroepen zou komen ontzetten. Luitenantkolonel John Frost bereikte met het tweede bataljon de brug waar meerdere dagen zware gevechten werden geleverd. Het overgrote deel van de luchtlandingstroepen wist de brug echter niet te bereiken, waardoor generaal Roy Urquhart gedwongen was zijn hoofdkwartier te vestigen in hotel ‘Hartenstein’.
Op en rond het gebied werden zware gevechten uitgevochten waarbij aan beide kanten veel doden en gewonden vielen. Op donderdag 21 september moesten de troepen bij de verkeersbrug opgeven. Pas op 26 september, toen de overgebleven geallieerde troepen zich terugtrokken over de Nederrijn, werd hotel Hartenstein verlaten. De geallieerde troepen hadden de Slag om Arnhem verloren en het gebouw bleef zwaar beschadigd achter.

### Museum

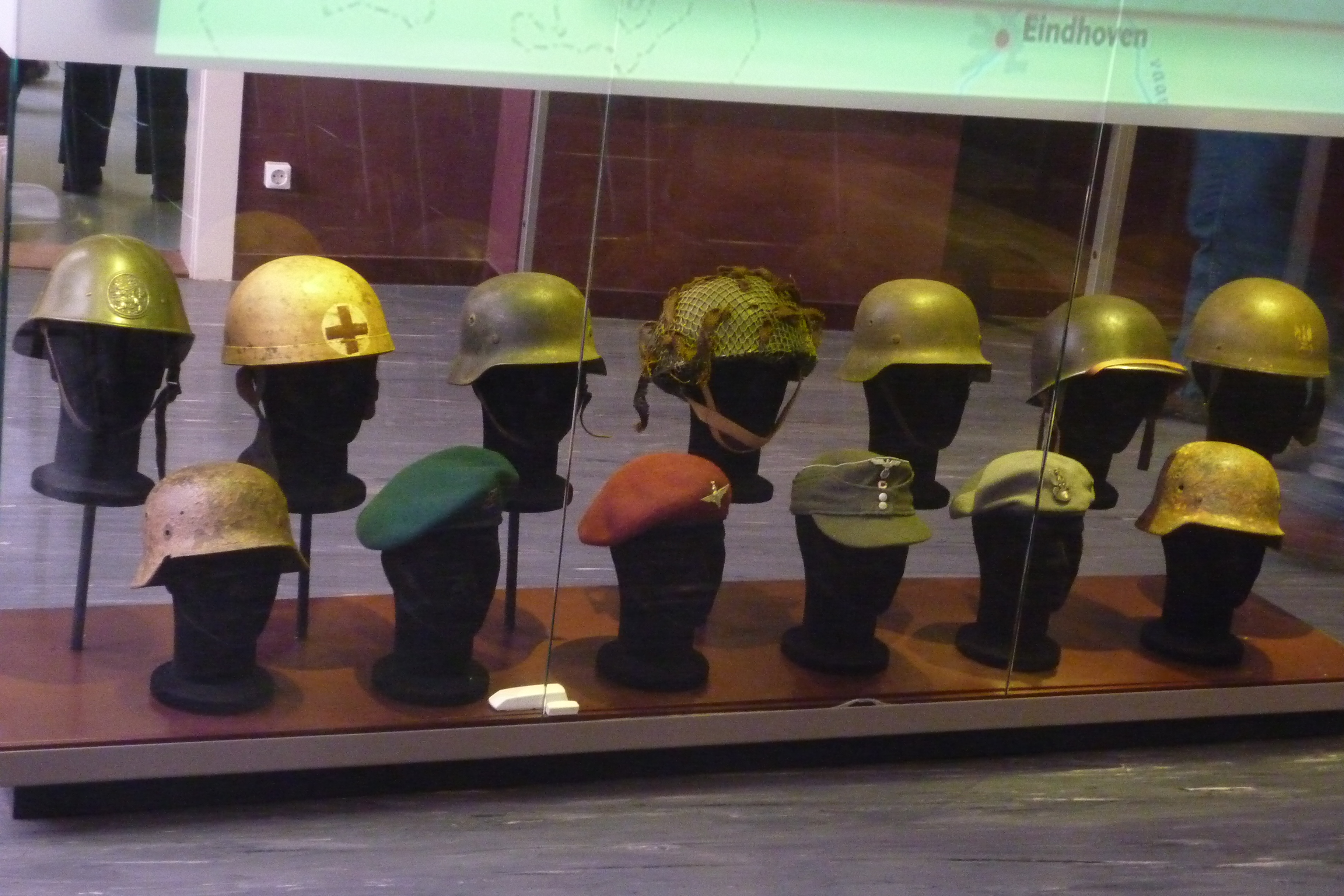
Helmen en baretten

Kort na het einde van de Tweede Wereldoorlog ontstond het idee een museum over de Slag om Arnhem op te richten. Aanvankelijk (1949) werd dit in kasteel Doorwerth gerealiseerd. Hartenstein functioneerde na de oorlog wederom als hotel. In korte tijd groeide de collectie bij kasteel Doorwerth, zodat gezocht werd naar een grotere locatie. Hotel Hartenstein stopte de exploitatie in 1977 en op 11 mei 1978 opende Airborne Museum Hartenstein zijn deuren.
In 2008 sloot het museum tijdelijk om het te moderniseren. Er werd onder meer een Hall of Fame ingericht. Ook werd het museum uitgebreid met een ondergrondse kelder van 900m² en een volledig nieuwe ontvangsthal. In 2009, bij de 65ste herdenking van de Slag om Arnhem, werd het vernieuwde museum heropend. In de kelder is een Airborne Experience gebouwd waarbij de bezoeker de slag zelf beleeft als een soldaat. Deze ruimte heeft verschillende prijzen en nominaties gekregen.

## Park
Rondom het museum is een park waarin een aantal monumenten zijn geplaatst. Tegenover de voordeur van het voormalige hotel staat het monument To the people of Gelderland. Het werd in 1994 onthuld als dank voor de opvang van de Britse en Poolse Airborne soldaten die hier hadden gevochten en werden opgevangen door de lokale bevolking.
Bij de nieuwe entree van het museum staat een gedenkbank die de mannen van de 1st Airborne Division Worksop Royal Electrical and Mechanical Engineers 1942-1945 herdenkt. Deze werd op 18 september 1999 onthuld.

## Galerij

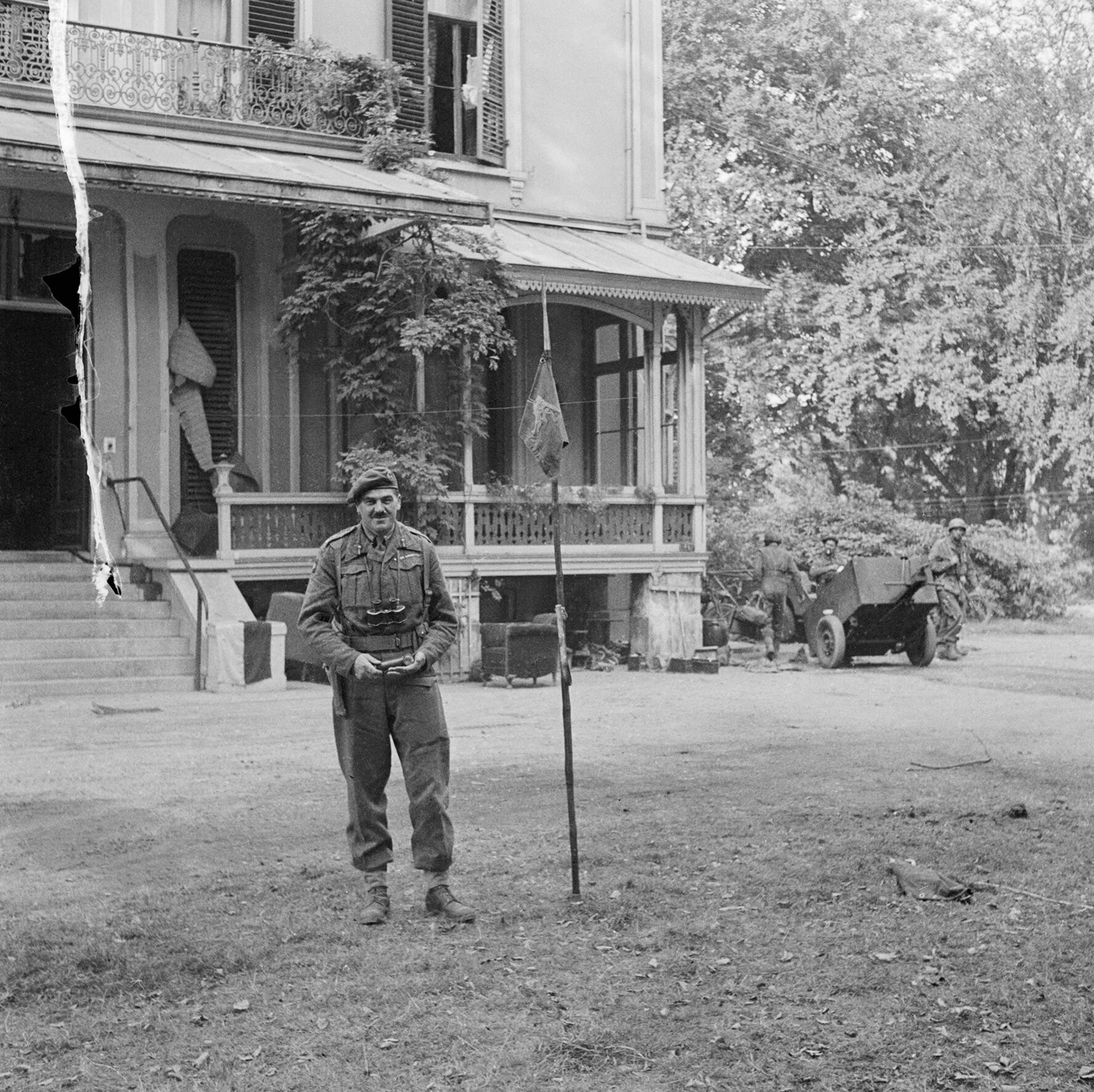
Roy Urquhart bij zijn hoofdkwartier in Hotel Hartenstein tijdens Operatie Market Garden
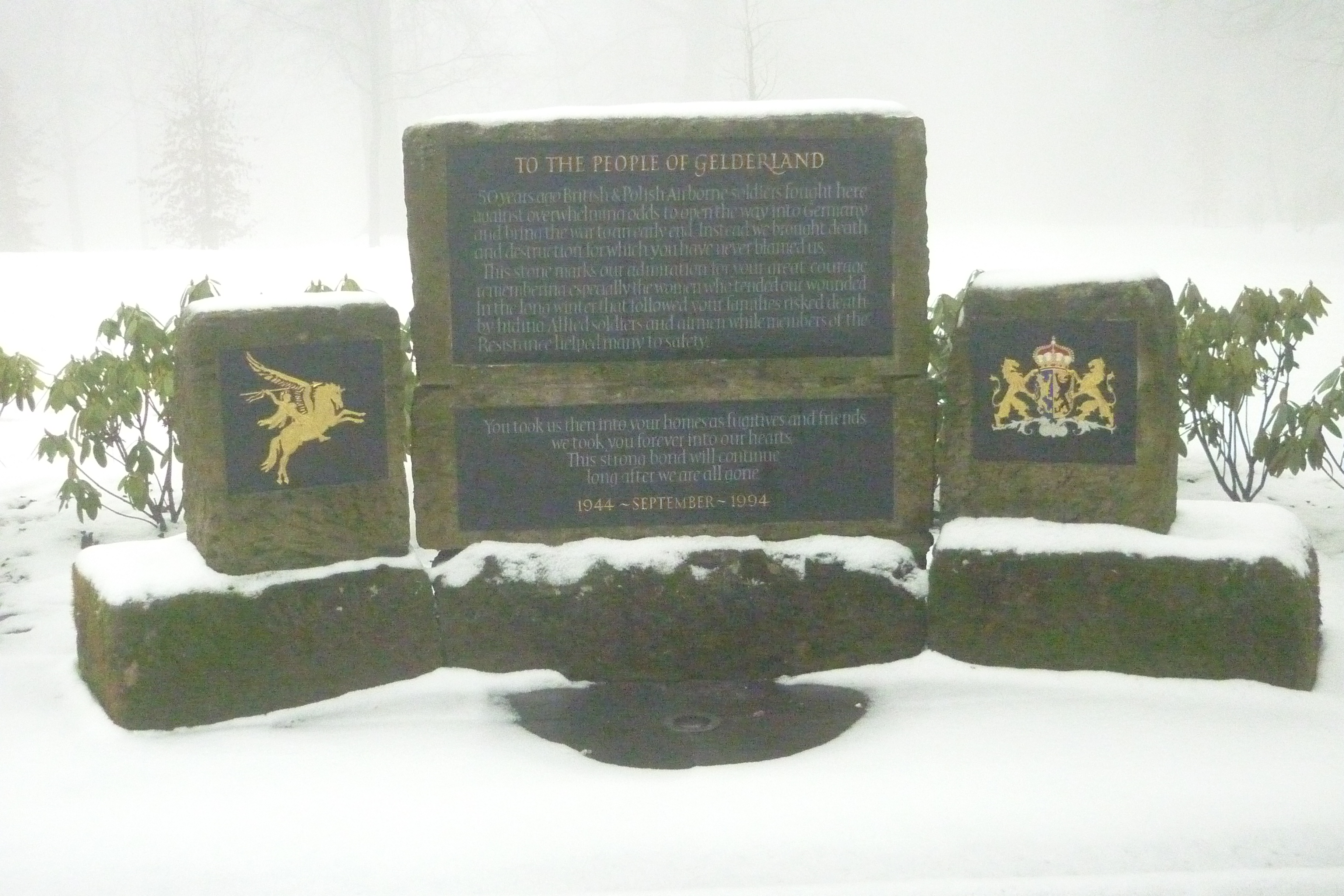
To the people of Gelderland
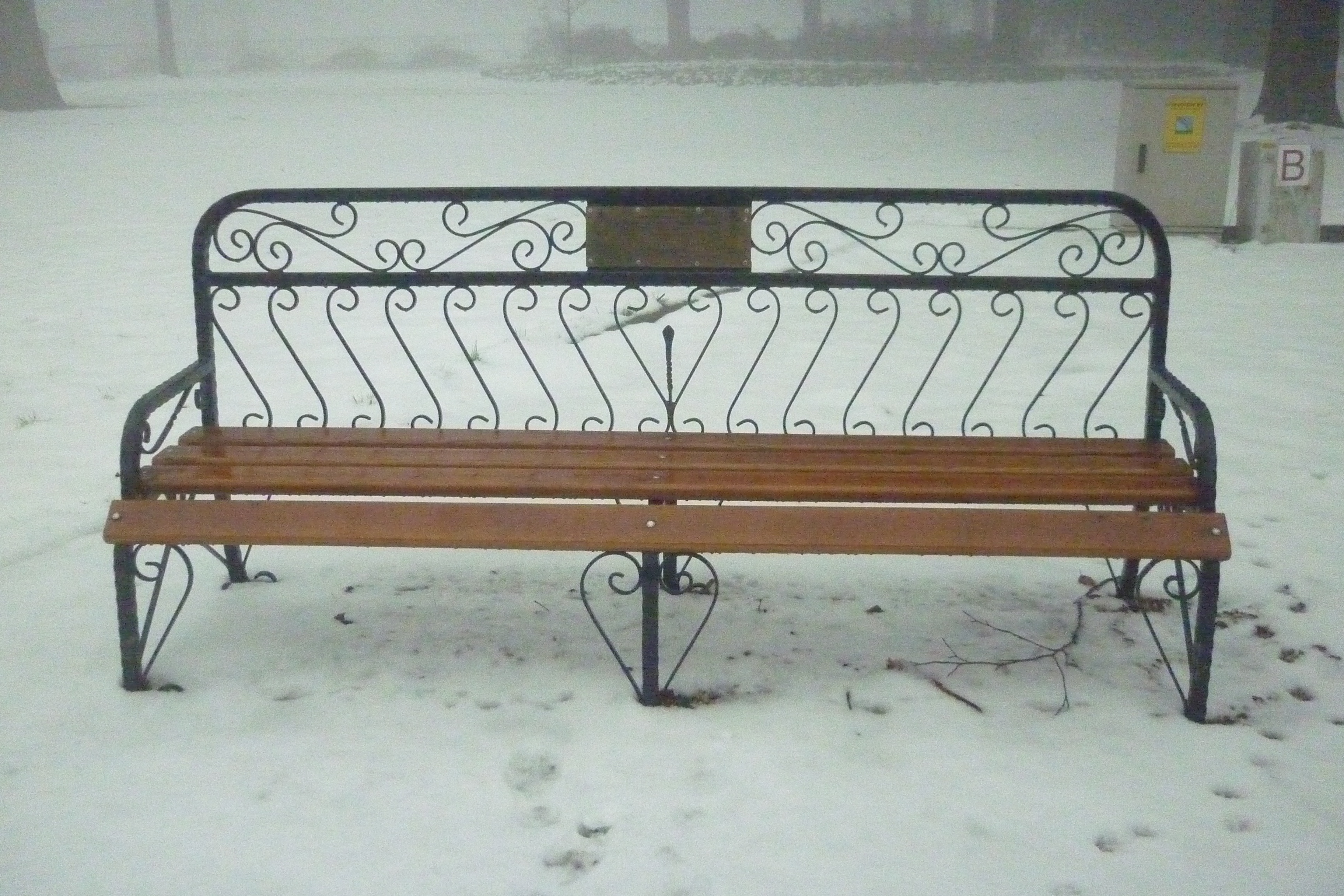
Gedenkbank

## Informatiecentrum Airborne at the Bridge
Aan de Arnhemse Rijnkade, tegenover de John Frostbrug, bevindt zich sinds 2017 een nieuw informatiecentrum over de Slag om Arnhem. De exploitatie en inrichting wordt verzorgd door het Airborne Museum. Bezoekers kunnen gratis voorwerpen bekijken en naar verhalen luisteren die te maken hebben met de slag om Arnhem. Ook met behulp van een 3D-presentatie kunnen bezoekers de landingen van de parachutisten, de opmars naar de brug, de nederlaag van de Britten en de vluchtelingenstroom die op gang kwam in Arnhem virtueel meemaken. Het nieuwe informatiecentrum moet gemiddeld 25.000 bezoekers gaan trekken.

## Galerij

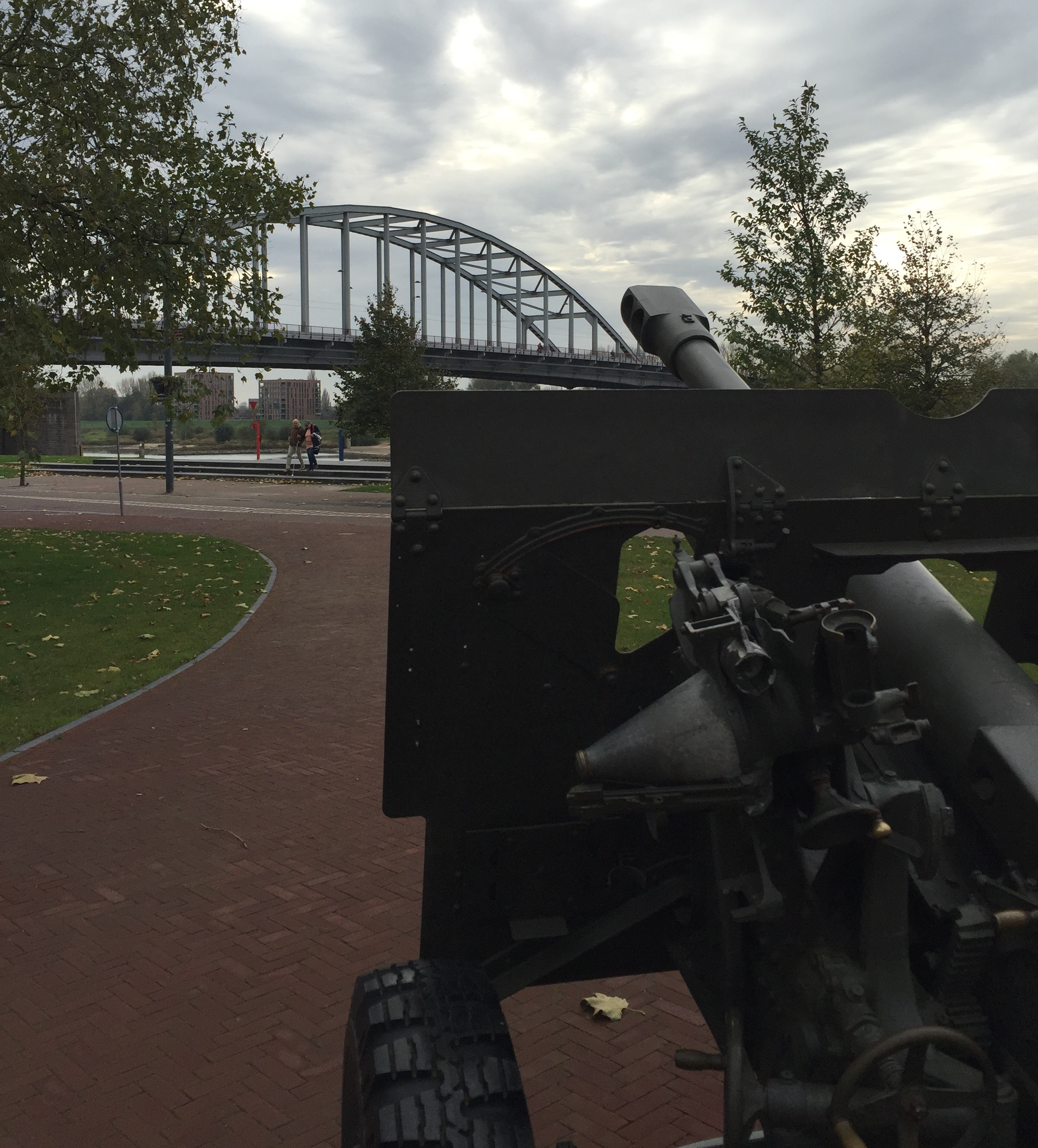
John Frostbrug
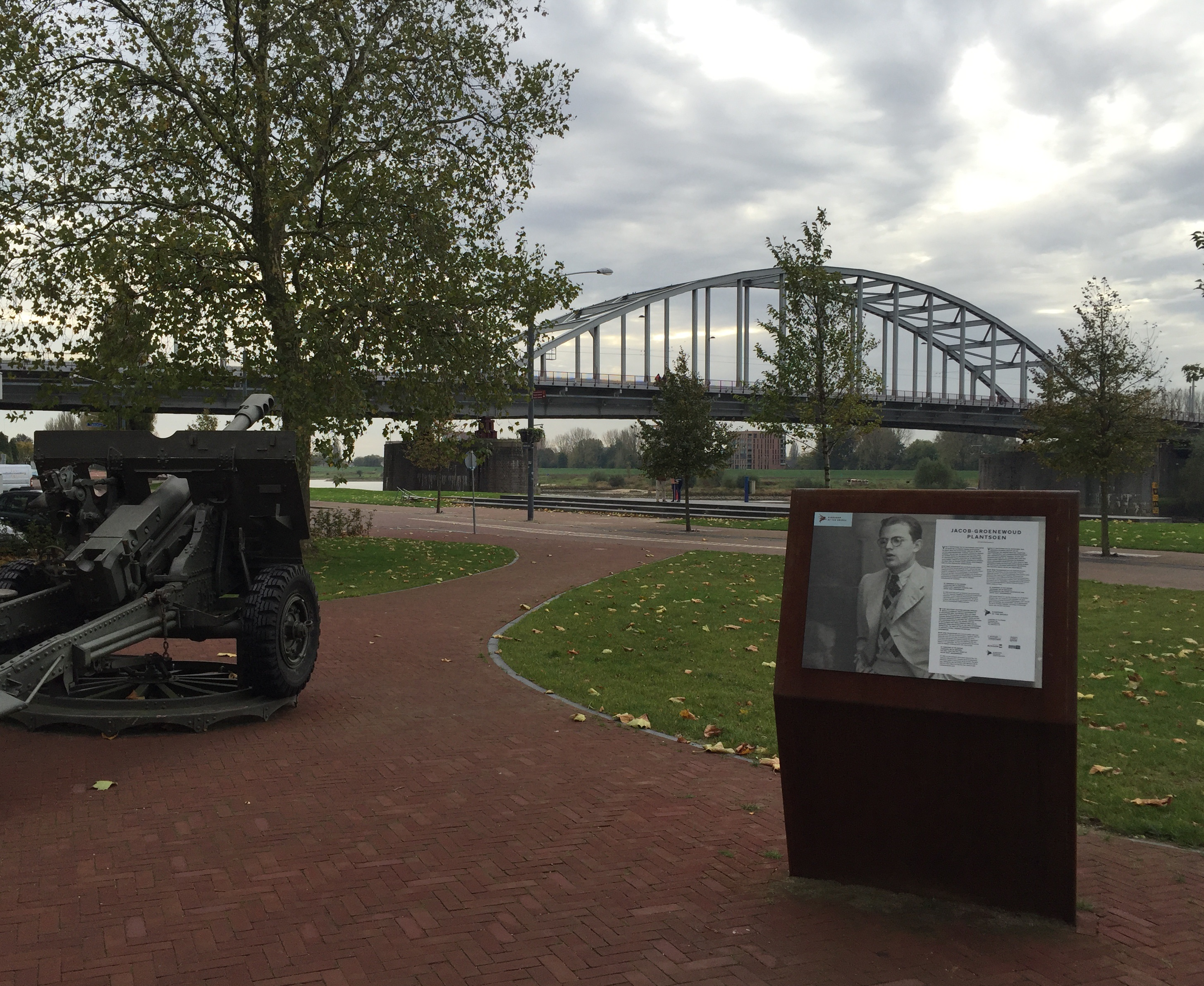
Airbornemonument op het Jacob Groenewoudplantsoen.
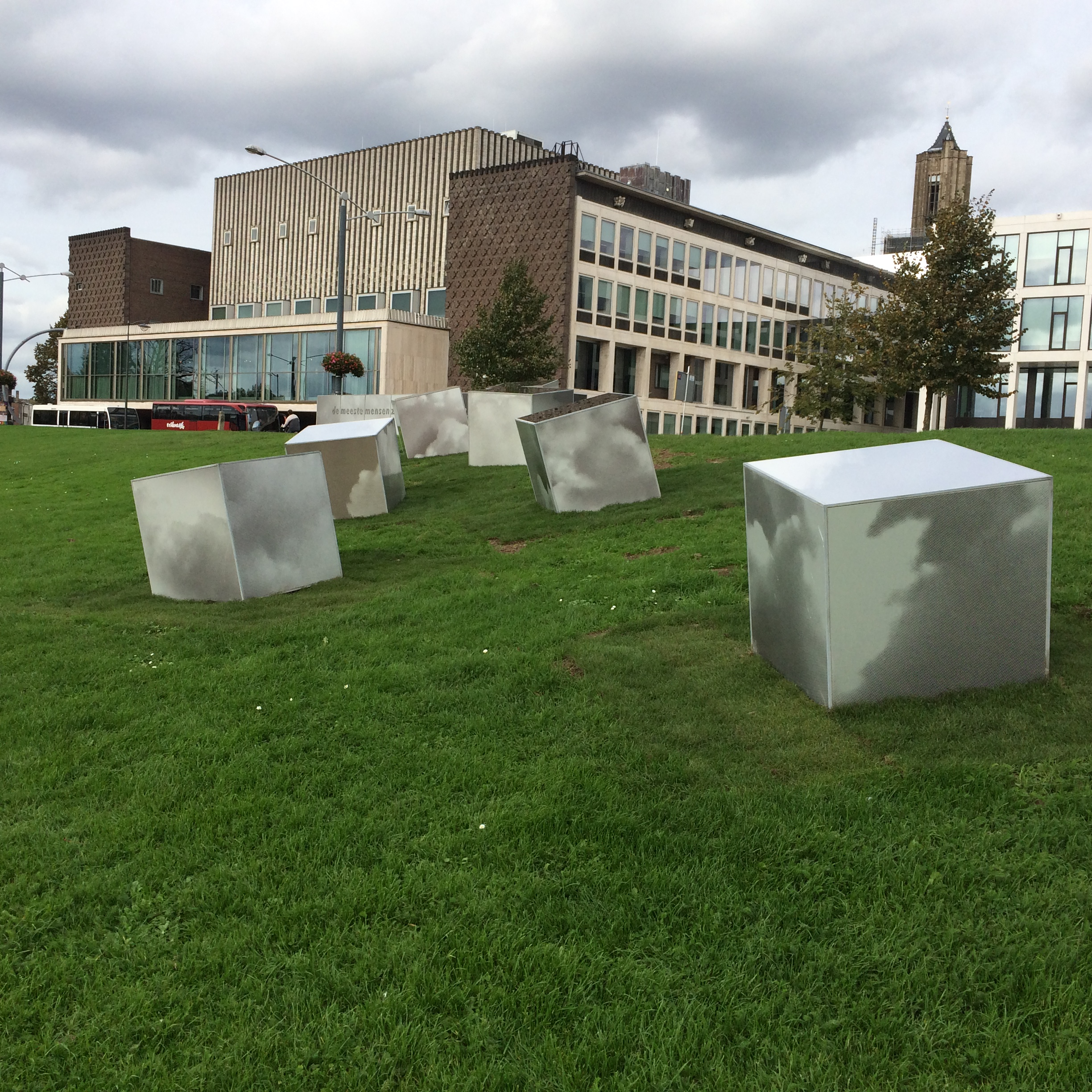
Verzetsmonument Arnhem
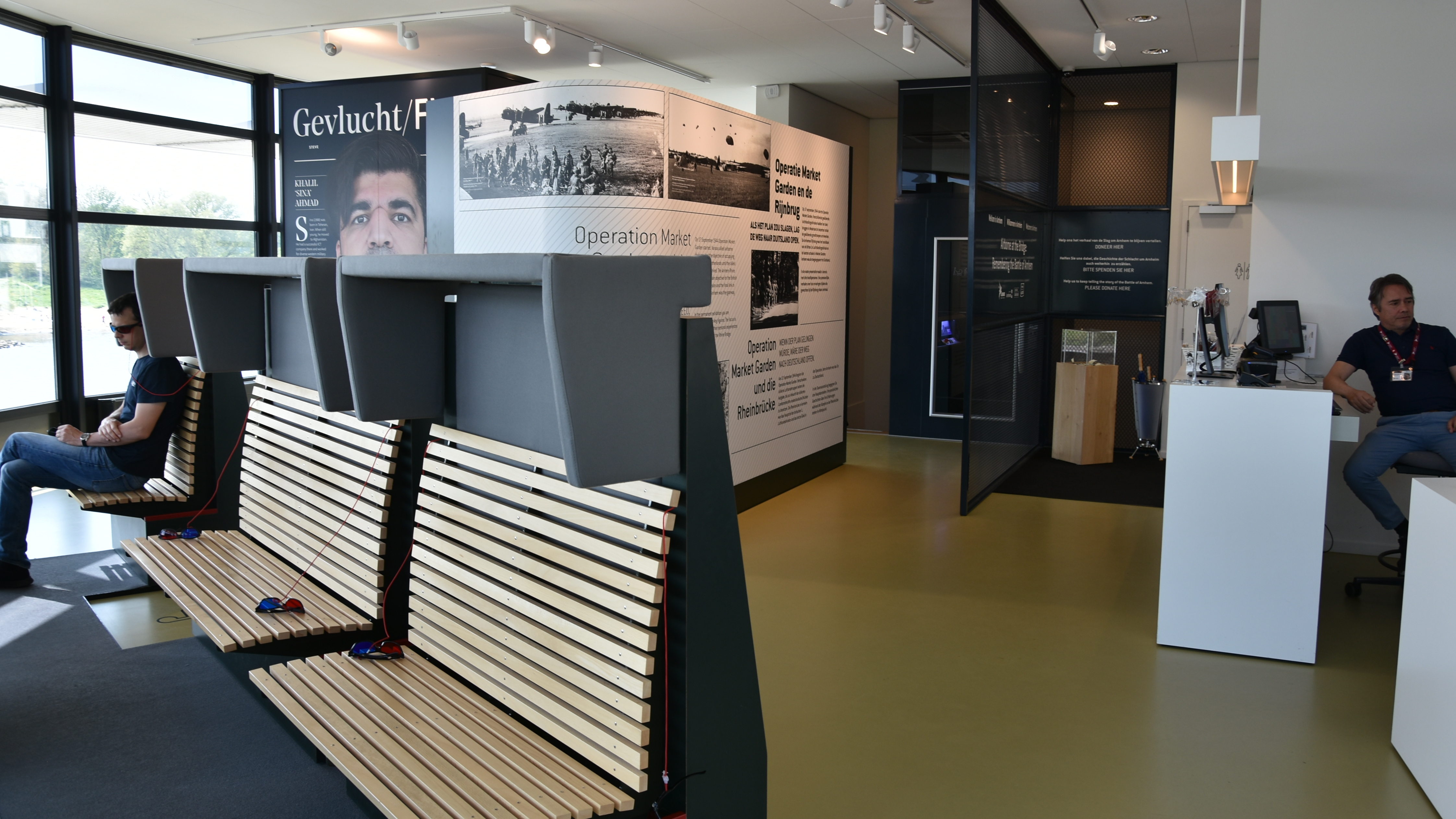
Airborne at the Bridge